# زنان در ایتالیا
زنان در ایتالیا به نقش زنان در کشور ایتالیا می‌پردازد. وضعیت حقوقی و اجتماعی زنان ایتالیایی در طول دهه‌های گذشته دستخوش دگرگونی‌ها و تغییرات سریع شده‌است. این تغییرات شامل قوانین خانواده، تصویب اقدامات ضد تبعیض، و اصلاحات در قانون جزایی به ویژه در مورد جنایات خشونت علیه زنان است.

## تاریخ
برای دوره روم، زنان در روم باستان را ببینید.

### زنان در ایتالیای پیشامدرن
در طول قرون وسطی، زنان ایتالیایی دارای قدرت و منابع اجتماعی بسیار کمی تلقی می‌شدند، اگرچه برخی از زنان موقعیت‌های حاکمیتی را از پدران خود به ارث برده بودند (مانند ماتیلد کانوسا). زنان تحصیل‌کرده تنها در صومعه‌های مذهبی مانند کلر آسیسی و کاترین سیه‌نا می‌توانستند فرصت‌های رهبری را پیدا کنند.
در قرن هجدهم، روشنگری برای اولین بار به زنان ایتالیایی (مانند لورا باسی، کریستینا روکاتی، آنا موراندی مانزولینی، و ماریا گاتانا آگنسی) امکان شرکت در زمینه‌های مختلف علوم و ریاضیات را داد. سوپرانوهای ایتالیایی و پرایم دان همچنان در سراسر اروپا مشهور بودند، مانند ویتوریا تسی، کاترینا گابریلی، لوکرزیا آگیاری و فاستینا بوردونی. از دیگر زنان برجسته این دوره می‌توان به نقاش معروف ایتالیایی روزالبا کریرا و ماریا مارگریتا گریمانی به عنوان آهنگساز اشاره کرد.

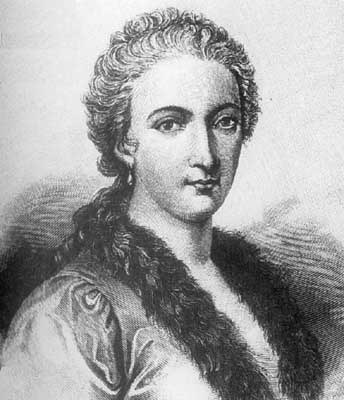
ماریا گاتانا آگنسی، ریاضی‌دان و زبان‌شناس
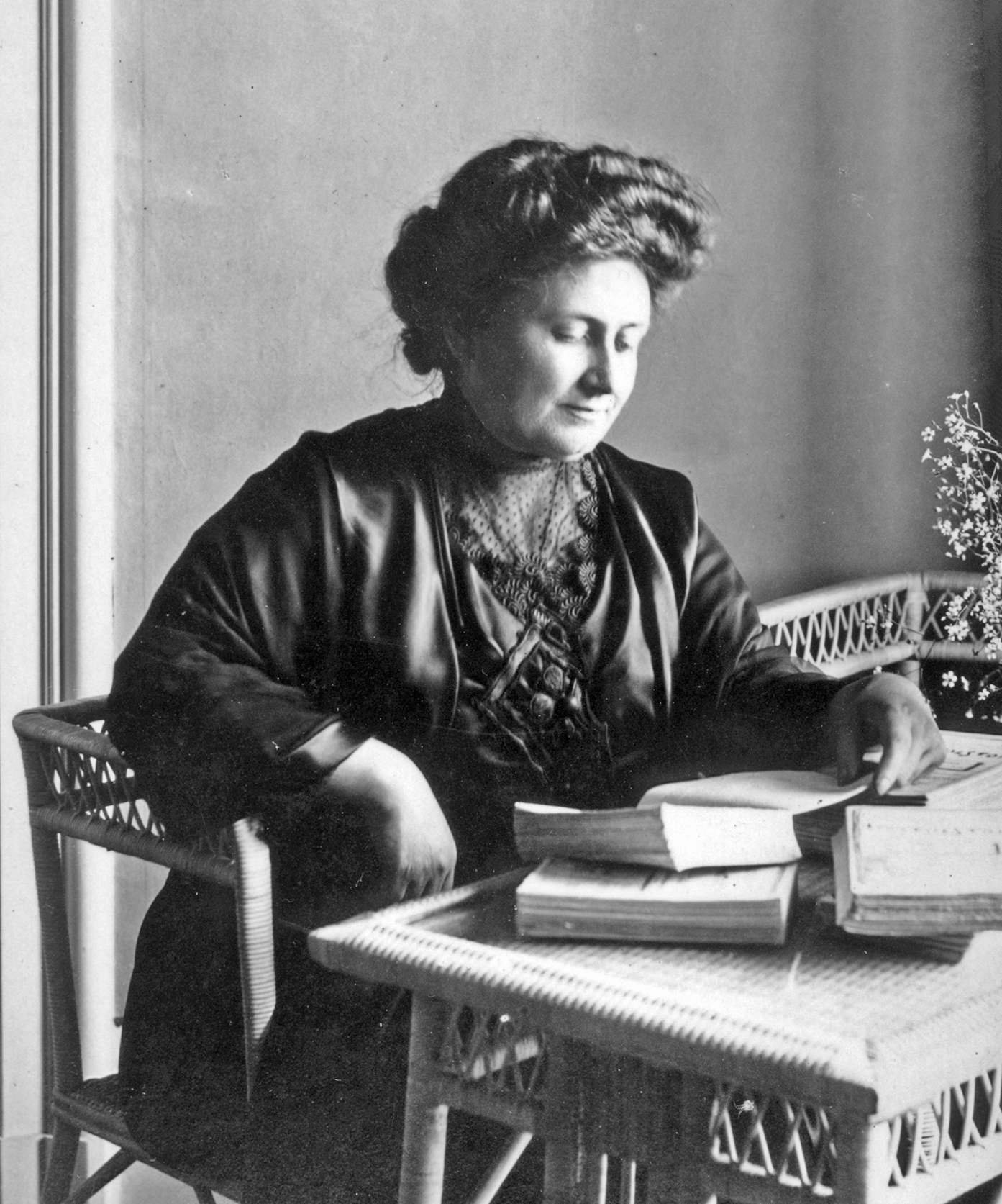
ماریا مونته سوری، پزشک و مربی
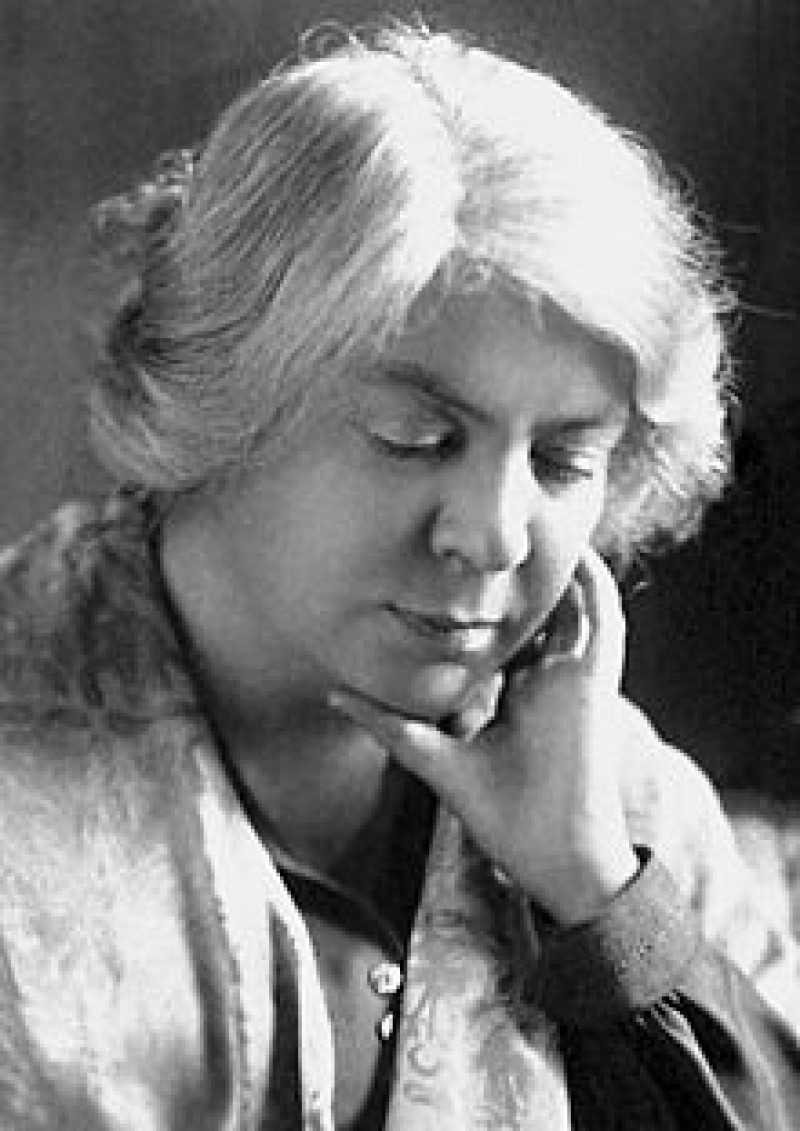
گرازیا دلدا، برنده جایزه نوبل ادبیات ۱۹۲۶
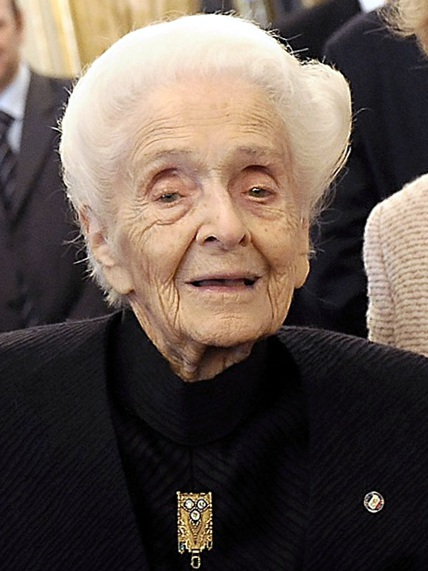
ریتا لوی مونتالچینی، برنده جایزه نوبل پزشکی ۱۹۸۶

### زنان ریسورجیمنتو
عصر ناپلئون و ریسورجیمنتو ایتالیایی برای اولین بار به زنان ایتالیایی فرصتی برای مشارکت سیاسی ارائه دادند. در سال ۱۷۹۹ در ناپل، شاعر ایتالیایی Eleonora Fonseca Pimentel به عنوان یکی از قهرمانان جمهوری پارتنوپه اعدام شد. در اوایل سده نوزدهم، برخی از تأثیرگذارترین سالن‌هایی که میهن‌دوستان، انقلابیون و روشنفکران ایتالیایی در آن گردهمایی می‌کردند مانند بیانکا میلسی موژون، کلارا مافی، کریستینا تریولزیو دی بلژیوجوسو و آنتونیتا دی پیس توسط زنان اداره می‌شدند. برخی از زنان حتی خود را در میدان نبرد متمایز کردند، مانند آنیتا گاریبالدی (همسر جوزپه گاریبالدی)، روزالیا مونتماسون (تنها زنی که به اکسپدیشن هزاران پیوست)، جوزپینا وادالا، که همراه با خواهرش پائولینا رهبری یک ضد جنگ را بر عهده داشت. شورش بوربن‌ها در مسینا در سال ۱۸۴۸ و جوزپا بولونیارا کالکاگنو، که به عنوان یک سرباز در آزادی سیسیل توسط گاریبالدی جنگید.

### جمهوری ایتالیا (۱۹۴۵–تا اکنون)

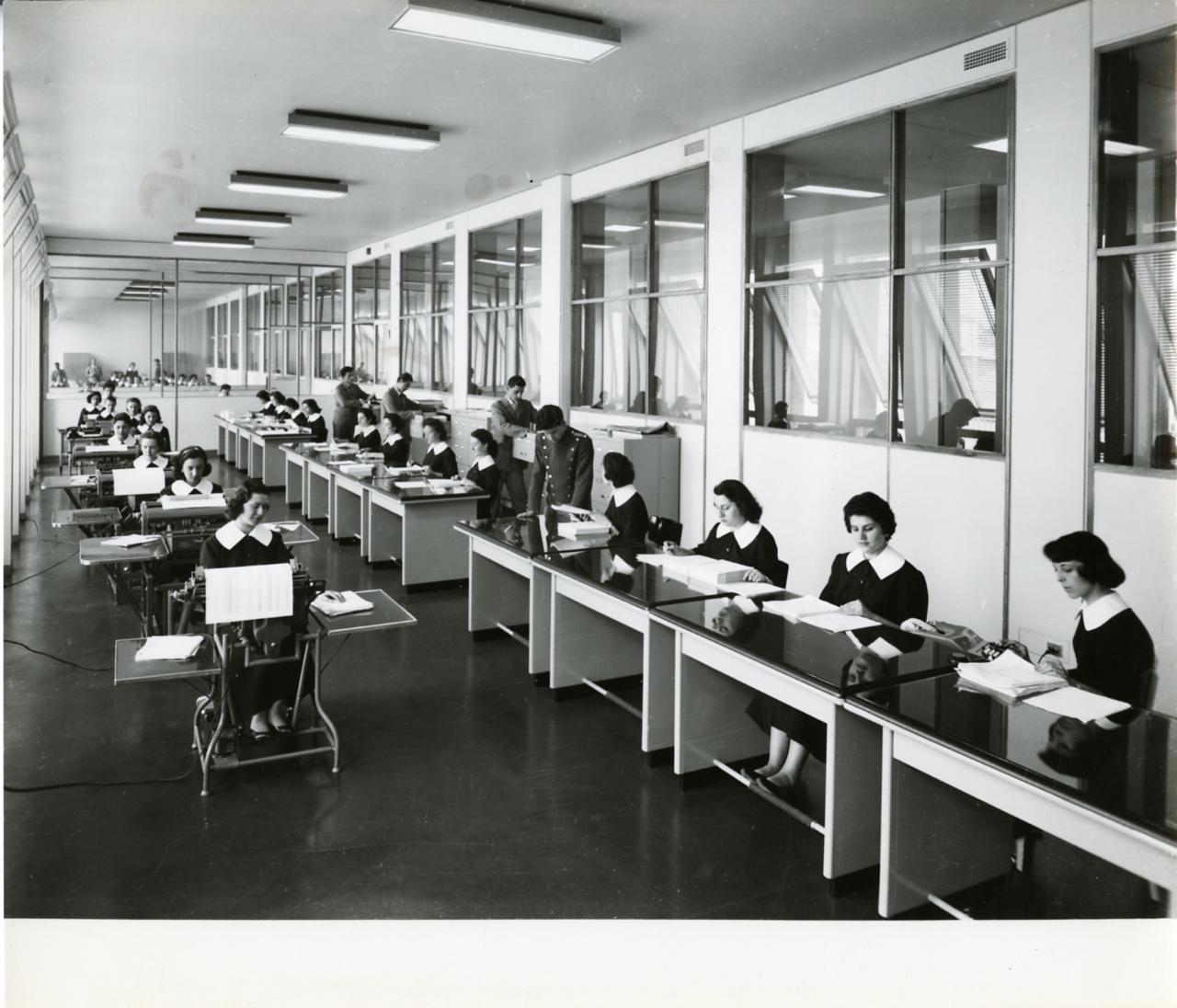
کارگران زن در یک دفتر بزرگ در میلان، ۱۹۶۰ استخدام شدند. عکس پائولو مونتی.

پس از جنگ جهانی دوم، به زنان حق رای در انتخابات ملی و انتخاب شدن در مناصب دولتی داده شد. قانون اساسی جدید ایتالیا در سال ۱۹۴۸ تأیید کرد که زنان از حقوق برابر برخوردار هستند. با این حال، تا دهه ۱۹۷۰ بود که زنان در ایتالیا با معرفی قوانین تنظیم کننده طلاق (۱۹۷۰)، سقط جنین (۱۹۷۸)، و تصویب قانون جدید خانواده در سال ۱۹۷۵ به دستاوردهای بزرگی دست یافتند.
از زنان مشهور آن دوره می‌توان به سیاستمدارانی چون نیلده یوتی، تینا آنسلمی و اما بونینو اشاره کرد. بازیگران آنا مگنانی، سوفیا لورن و جینا لولوبریجیدا. سوپرانو رناتا تبالدی ; رقصنده باله کارلا فراچی ; طراح صحنه و لباس میلنا کانونرو ; زنان ورزشکار سارا سیمونی، دبورا کامپاگنی، والنتینا وزالی و فدریکا پلگرینی؛ نویسندگان ناتالیا گینزبورگ، السا مورانته، آلدا مرینی و اوریانا فالاچی. معمار گائه اولنتی ; ریتا لوی مونتالچینی، دانشمند و برنده جایزه نوبل ۱۹۸۶. اخترفیزیکدان مارگریتا هک ; فضانورد سامانتا کریستوفورتی؛ النا کاتانئو، متخصص داروسازی؛ و فابیولا جیانوتی، مدیر کل سرن

## زمان حال
امروزه زنان از حقوق قانونی مشابه مردان در ایتالیا برخوردارند و عمدتاً فرصت‌های شغلی، کسب و کار و تحصیلات مشابهی دارند.

### سقط جنین
نرخ مرگ و میر مادران در ایتالیا ۴ مرگ در هر ۱۰۰۰۰۰ تولد زنده (تا سال ۲۰۱۰) است که یکی از پایین ترین‌ها در جهان است. میزان ابتلا به بیماری ایدز تنها ۰٫۳٪ از بزرگسالان ۱۵ تا ۴۹ ساله را براساس برآوردهای سال ۲۰۰۹ شامل می‌شود.

### ازدواج و خانواده
طلاق در ایتالیا در سال ۱۹۷۰ قانونی شد. اخذ طلاق در ایتالیا هنوز یک فرایند طولانی و پیچیده‌است و قبل از اعطای آن مستلزم یک دوره جدایی قانونی است، اگرچه دوره جدایی در سال ۲۰۱۵ کاهش یافته‌است. زنای محصنه در سال ۱۹۶۹، پس از آنکه دادگاه قانون اساسی ایتالیا این قانون را خلاف قانون اساسی رد کرد، جرم زدایی شدند، زیرا این قانون علیه زنان تبعیض آمیز بود. در سال ۱۹۷۵، قانون شماره ۱۵۱/۱۹۷۵ برابری جنسیتی در ازدواج را پیش‌بینی کرد و سلطه قانونی شوهر را لغو کرد.

### آموزش

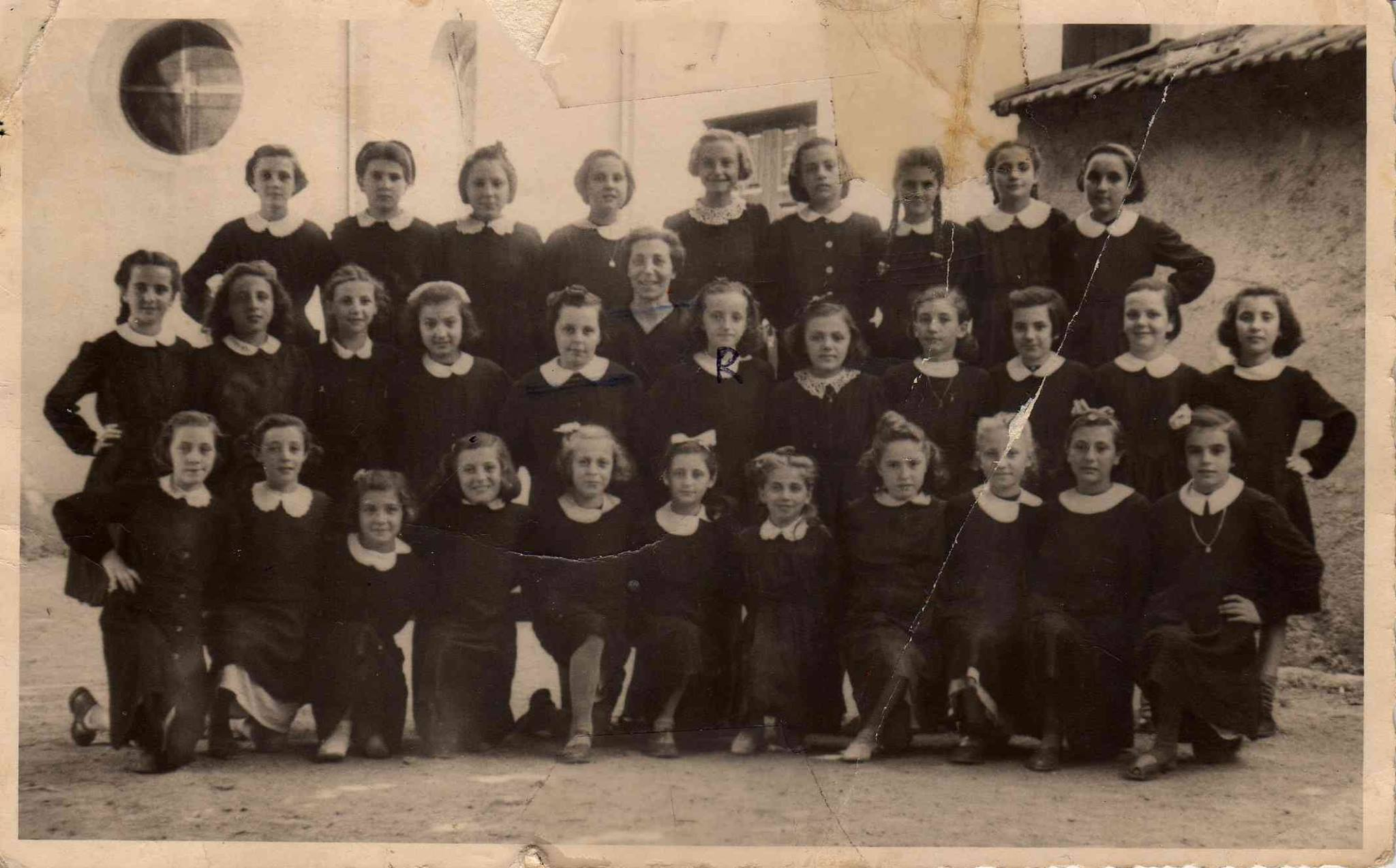
دختران مدرسه ای، ۱۹۴۹/۱۹۵۰

زنان در ایتالیا معمولاً نتایج بسیار مطلوبی دارند و عمدتاً در تحصیلات متوسطه و عالی بهتر هستند. از زمان معجزه اقتصادی ایتالیا، نرخ باسوادی زنان و همچنین ثبت نام در دانشگاه‌ها به‌طور چشمگیری در ایتالیا افزایش یافته‌است. نرخ باسوادی زنان فقط اندکی کمتر از مردان است در سال ۲۰۱۱، نرخ باسوادی ۹۸٫۷٪ برای زنان و ۹۹٫۲٪ برای مردان بود. شصت درصد از فارغ‌التحصیلان دانشگاه‌های ایتالیا زن هستند و زنان در تمام موضوعات دانشگاهی، از جمله ریاضیات، فناوری اطلاعات و سایر حوزه‌های فناوری که معمولاً توسط مردان اشغال می‌شود، نمایندگی عالی دارند.

### کار

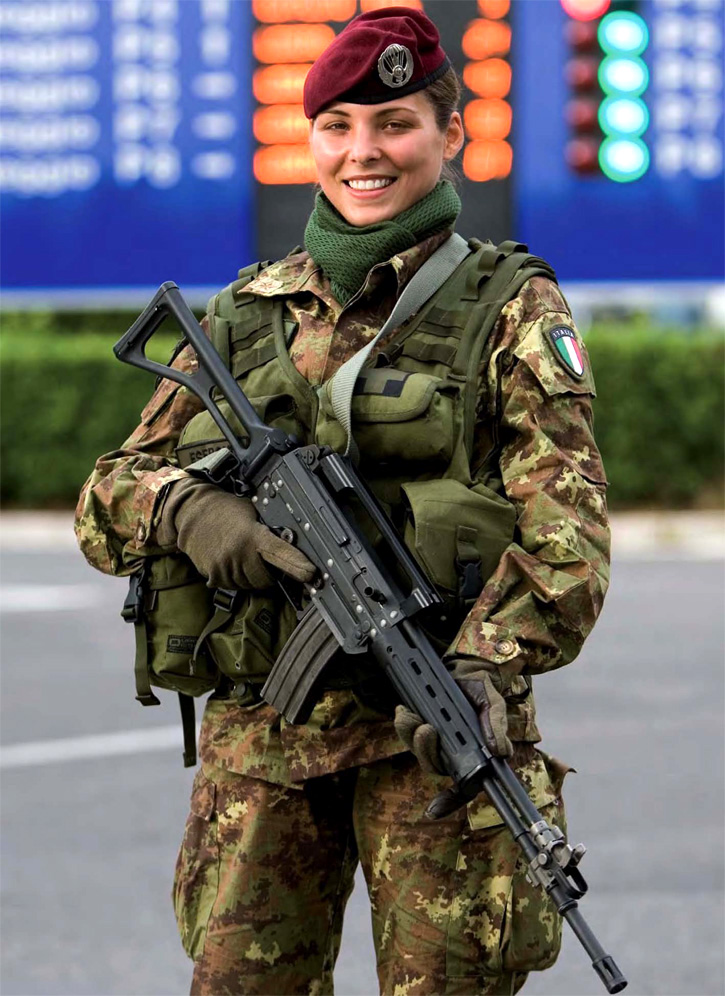
یک سرباز زن ایتالیایی از تیپ فوگلور.

استانداردها در محل کار عموماً از کیفیت بالایی برخوردار بوده و حرفه ای هستند، اما به خوبی آموزش نیستند. احتمال شاغل شدن یک زن عمدتاً به مدرک تحصیلی او مربوط می‌شود و ۸۰ درصد زنان فارغ‌التحصیل از دانشگاه به دنبال کار می‌روند. زنان در ایتالیا با تعدادی چالش روبرو هستند. اگرچه نقش‌های جنسیتی مانند گذشته سختگیرانه نیست، اما سوء استفاده جنسی و خانگی هنوز در ایتالیا بسیار رایج است. زنان به‌طور متوسط ۳٫۷ ساعت بیشتر از مردان کارهای خانه را انجام می‌دهند. مردان اکثریت پارلمان را تشکیل می‌دهند، اما بیش از یک سوم کرسی‌ها در اختیار زنان است. حدود ۳۶ درصد، نرخی بالاتر از کشورهایی مانند هلند و آلمان و همچنین میانگین نرخ اتحادیه اروپا که ایتالیا را به هشتمین کشور تبدیل می‌کند.
علاوه بر این، زنان در ایتالیا به اندازه کافی در نیروی کار حضور ندارند، زیرا ایتالیا یکی از پایین‌ترین نرخ‌های اشتغال زنان در کشورهای اتحادیه اروپا را دارد. نرخ اشتغال زنان (برای سنین ۱۵ تا ۶۴ سال) ۴۷٫۸ درصد (در سال ۲۰۱۵)، در مقایسه با ۶۶٫۵ درصد برای مردان است. هنوز هم انتظار می‌رود که بسیاری از زنان در خانه بمانند و از خانه و فرزندان مراقبت کنند، برخلاف دریافت حقوق و نان آور خانه، و تعداد کمی از پست‌های مدیریتی در اختیار زنان است. علاوه بر این، استانداردها و انتظارات نابرابر برای معدود زنانی که واقعاً آن را به یک محیط حرفه ای تبدیل می‌کنند، وجود دارد. طبق قانون نمی‌توان زنان را به دلیل بارداری اخراج کرد، زیرا در ۲۶ مارس ۲۰۰۱ فرمان تقنینی شماره ۱۵۱ برای حمایت از زنان باردار در محل کار منتشر شد.
یک رویه بدنام در ایتالیا در گذشته «استعفای سفید» (dimise in bianco) بود، که به موجب آن از کارمندان زن به عنوان شرط استخدام یا ارتقای شغلی خواسته می‌شد که اوراق استعفای بدون تاریخ را امضا کنند، که توسط کارفرمایی که تاریخ را روی آنها اضافه کرده بود، نگهداری می‌کرد. زمانی که زن باردار بود تا در آن تاریخ «استعفا» دهد. با این حال، این عمل، که غیرقانونی است، به‌طور خاص بر زنان تأثیر نمی‌گذارد، زیرا قبلاً برای کارفرمایان مرد و زن انجام می‌شد. قانونگذاران ایتالیایی برای حمایت بیشتر از زنان تلاش می‌کنند تا کلیشه‌های جنسیتی را بشکنند و به نیروی کار بپیوندند، اما تغییر کامل فرهنگی کند است.
با این وجود، نسبت زنان در نیروی کار در سال‌های اخیر افزایش یافته‌است: طبق گزارش بانک جهانی، در سال ۱۹۹۰ زنان ۳۶٫۳ درصد از نیروی کار را تشکیل می‌دادند، در حالی که تا سال ۲۰۱۶ آنها ۴۲٫۱ درصد را تشکیل می‌دادند.

### فرهنگ و جامعه
امروزه استقبال فزاینده ای از برابری جنسیتی وجود دارد و زنانی که شغل پیدا کنند و به دانشگاه بروند آزادی عمل بیشتری دارند. با این حال، در برخی از بخش‌های جامعه، زنان هنوز به عنوان زنان خانه‌دار و مادر تصور می‌شوند که در حقیقت بیکاری زنان بالاتر از میانگین اتحادیه اروپا نیز منعکس می‌شود.
باورها در مورد رفتار اجتماعی مناسب زنان به‌طور سنتی تأثیر بسیار شدیدی بر نهادهای دولتی داشته‌است، و مدت‌هاست که بر این باور بوده‌اند که «عزت» زن مهم‌تر از رفاه اوست. تا دهه ۱۹۷۰، از قربانیان تجاوز اغلب انتظار می‌رفتند و مجبور می‌شدند با متجاوز خود ازدواج کنند. در سال ۱۹۶۵، فرانکا ویولا، یک دختر ۱۷ ساله اهل سیسیل، با امتناع از ازدواج با مردی که او را ربوده و به او تجاوز کرده بود، هیجانی ایجاد کرد. او با امتناع از این «ازدواج احیا کننده» با مجرم، برخلاف هنجارهای اجتماعی سنتی آن زمان که چنین راه حلی را دیکته می‌کرد، عمل کرد. تا سال ۱۹۸۱، خود قانون جزا با تبرئه متجاوز که با قربانی خود ازدواج کرده بود، از این عمل حمایت می‌کرد. حادثه فرانکا ویولا به فیلمی به نام زیباترین همسر تبدیل شد.
در ۲۰ مارس ۲۰۰۰، زمانی که دادگاه عالی تجدیدنظر (از طریق حکم) در تمام سواحل عمومی و استخرهای شنا در سرتاسر ایتالیا (مگر در مواردی که قوانین آئین‌نامه ای منطقه، استان یا شهرداری طور دیگری مشخص شده باشد) برهنه بودن زنان به‌طور رسمی (در زمینه غیرجنسی) قانونی شد. قانون شماره ۳۵۵۷ مشخص کرد که قرار گرفتن در معرض دید سینه زن برهنه، پس از چندین دهه، یک «رفتار پذیرفته شده عمومی» تلقی می‌شود، و بنابراین، «به لباس اجتماعی وارد می‌شود».
در زمان‌های اخیر رسانه‌ها، به ویژه برنامه‌های تلویزیونی، به ترویج کلیشه‌های جنسیتی متهم شده‌اند. در سال ۲۰۱۷، یکی از برنامه‌های گفتگوی تلویزیونی دولتی پس از اتهاماتی مبنی بر ترویج دیدگاه‌های تبعیض آمیز نسبت به زنان لغو شد.

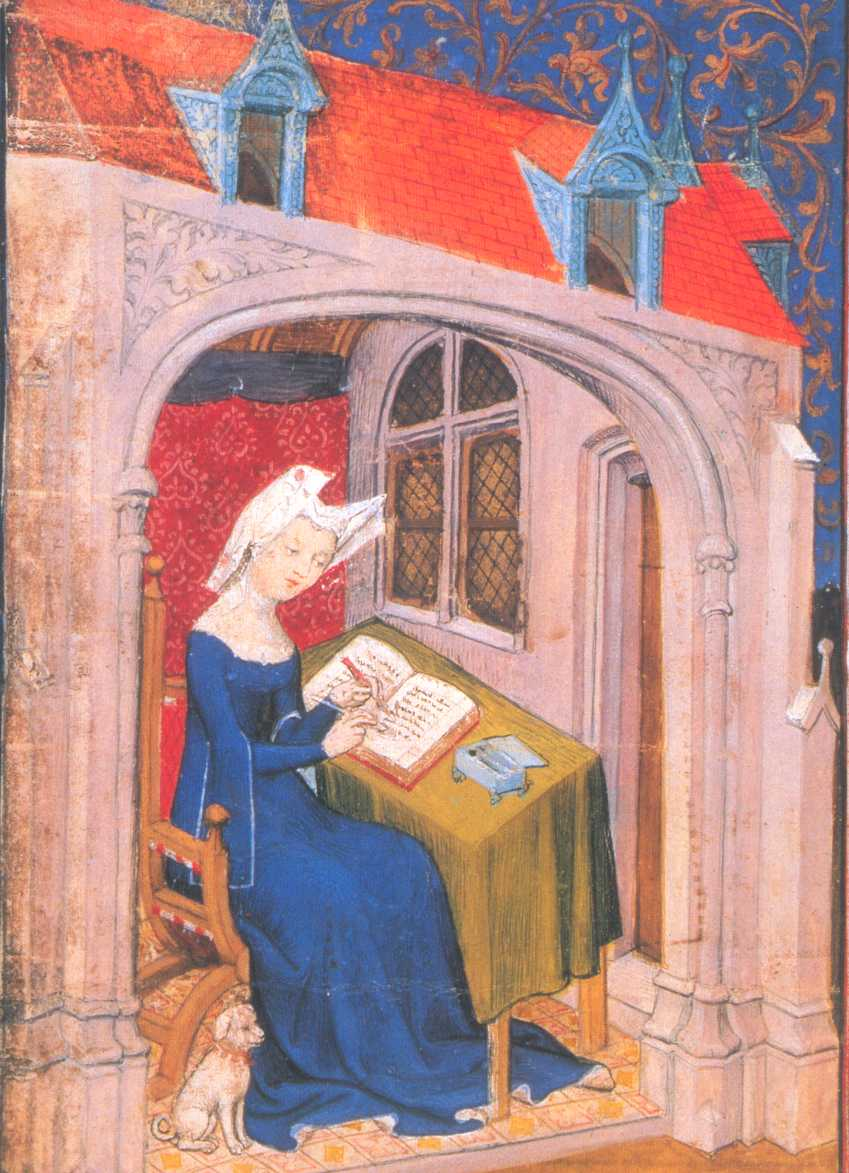
کریستین دو پیزان
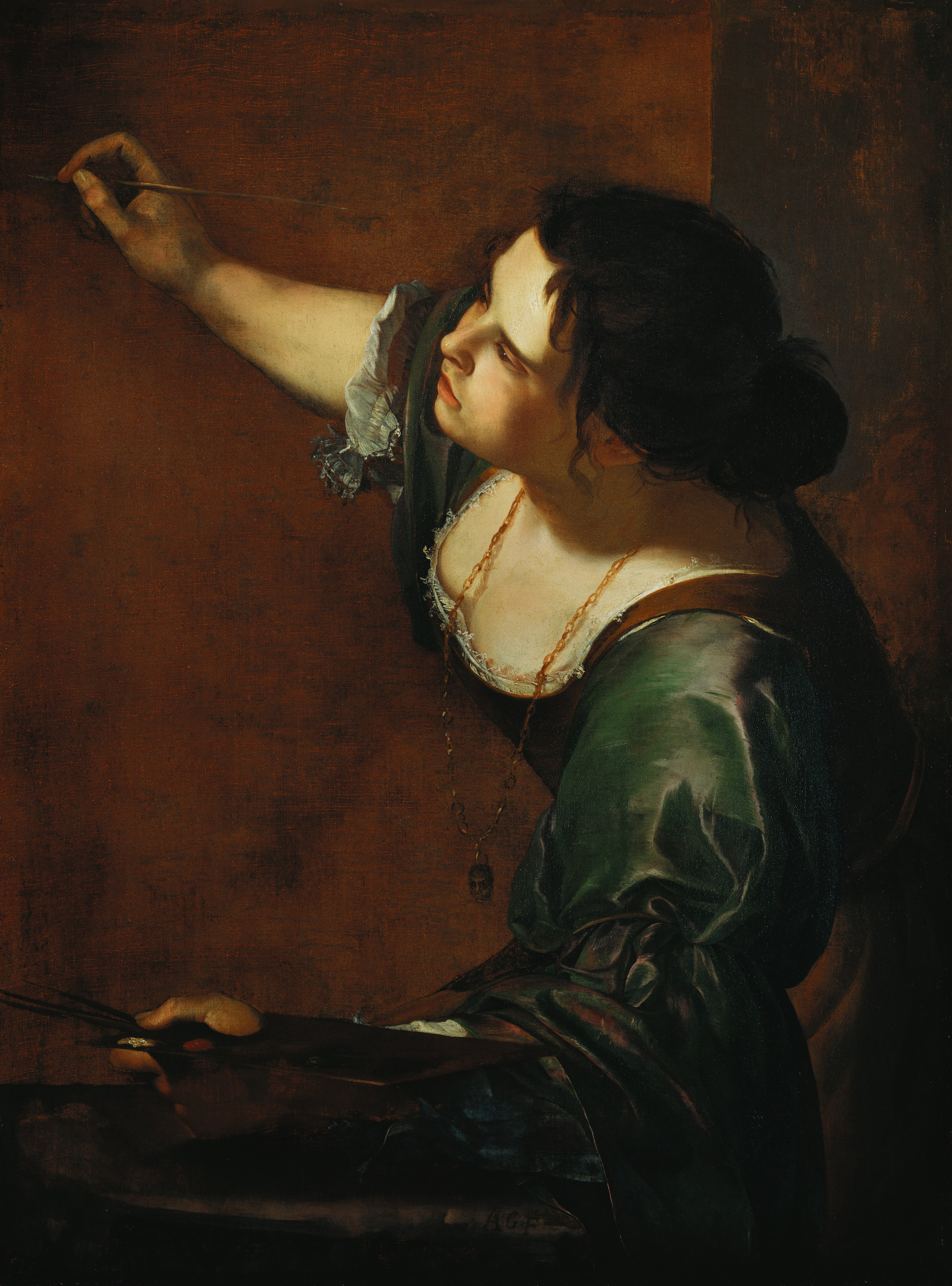
آرتمیزیا جنتیلسکی
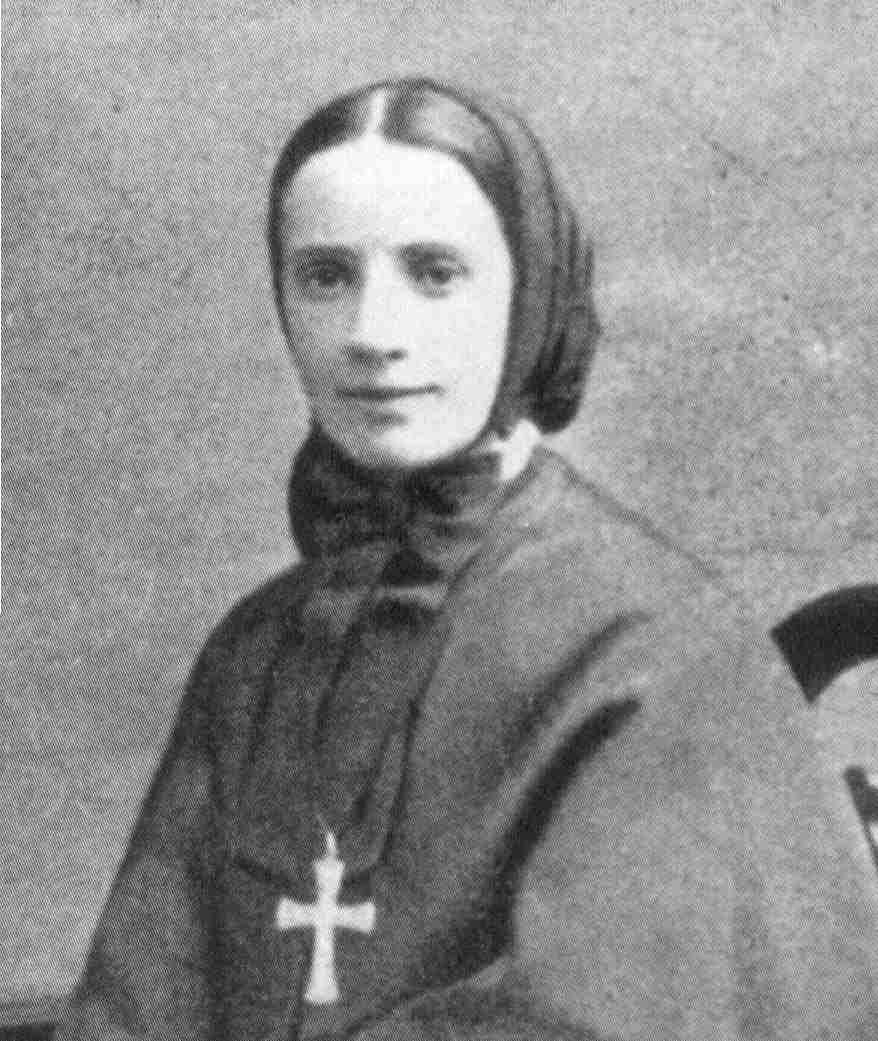
فرانچسکا ساوریا کابرینی
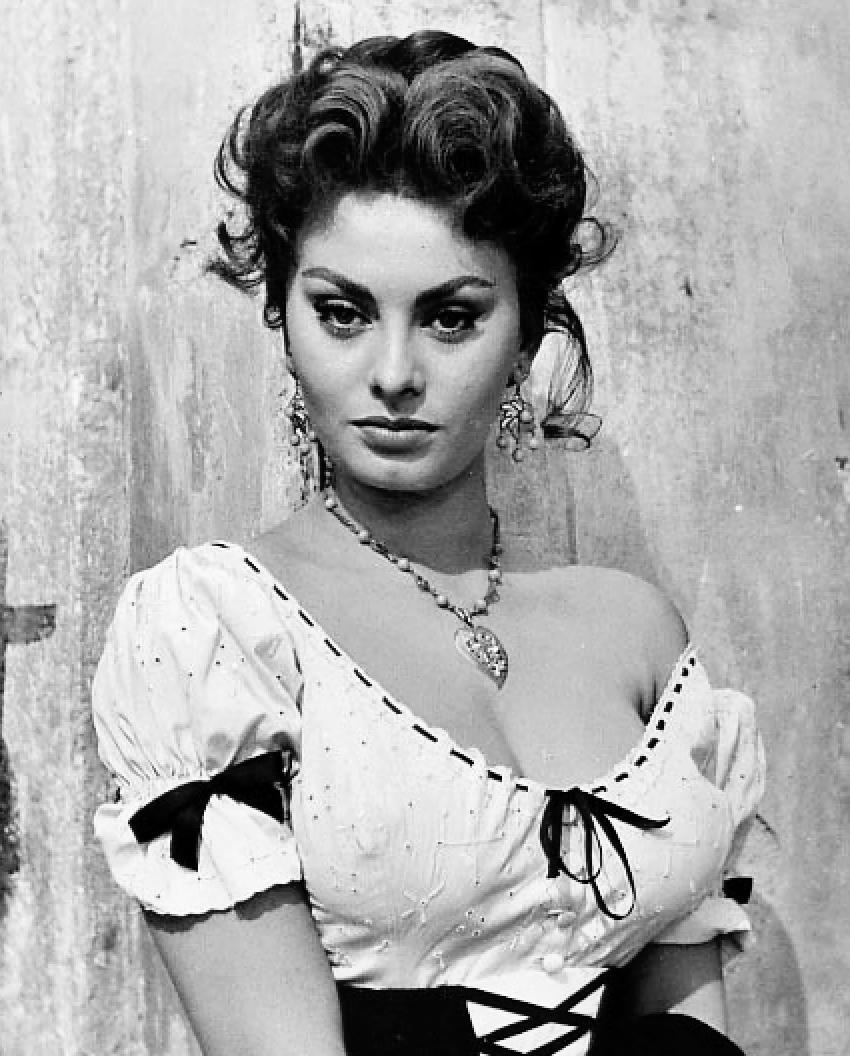
سوفیا لورن
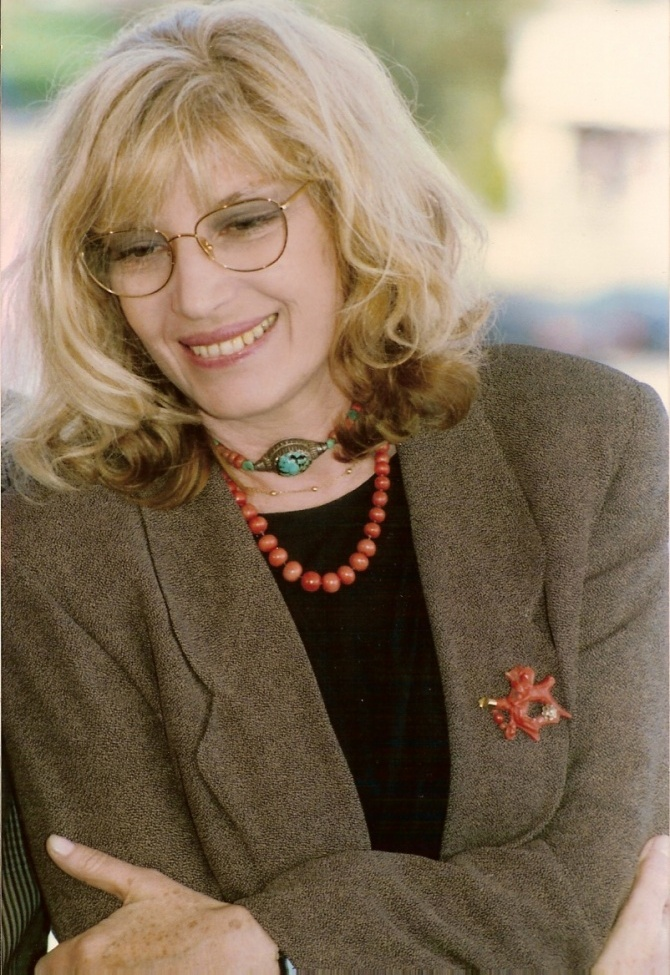
مونیکا ویتی
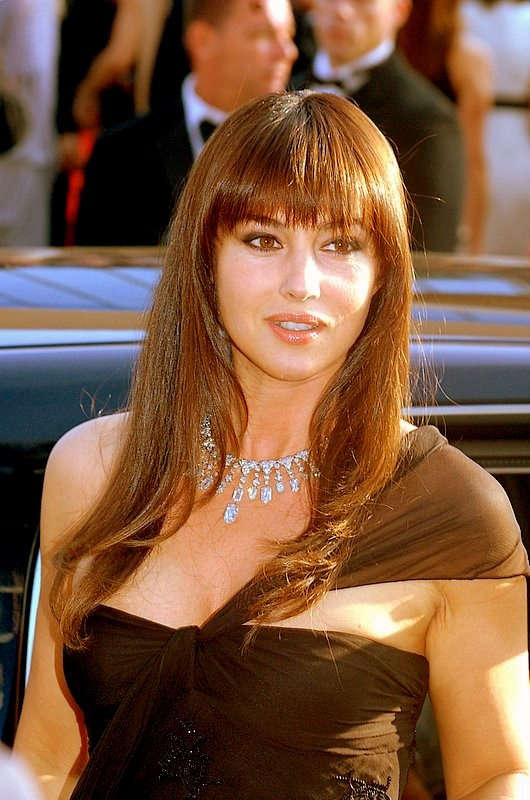
مونیکا بلوچی

### خشونت علیه زنان
در سال ۲۰۲۰، آمار نشان داد که از هر ۱۰ قتل زنان، ۸ نفر توسط شریک فعلی یا قبلی به قتل رسیده‌اند. یک سوم زنان در معرض خشونت قرار گرفتند. از سال ۲۰۰۰ تا ۲۰۱۲، ۲۲۰۰ زن کشته شدند و ۷۵ درصد آنها توسط شریک سابق یا فعلی به قتل رسیدند. این نشان دهنده حدود یک قتل در هر دو روز بود. یک گزارش سازمان ملل در سال ۲۰۱۲ اشاره کرد که ۹۰ درصد از زنانی که در ایتالیا مورد تجاوز جنسی قرار گرفته‌اند یا مورد آزار قرار گرفته‌اند، این جنایت را به پلیس گزارش نکرده‌اند.